# Divo Zadi
Divo Zadi (Torrita di Siena, 25 gennaio 1931 – Civita Castellana, 1º aprile 2021) è stato un vescovo cattolico italiano.

## Biografia
Nacque a Montefollonico, frazione di Torrita di Siena, in provincia di Siena e diocesi di Pienza, il 25 gennaio 1931 da Sestilio e Armida Volpi.

### Formazione e ministero sacerdotale
Compì gli studi in preparazione al sacerdozio presso il seminario vescovile di Pienza.
Il 2 agosto 1953 fu ordinato presbitero, nella cattedrale di Pienza.
Dopo l'ordinazione svolse il suo ministero sacerdotale dapprima a Bettolle e in seguito nella chiesa di Santa Maria a Sicille.
Dal 1964 al 1989 prestò servizio nella Segreteria di Stato della Santa Sede, dove ricoprì anche l'incarico di capoufficio presso la sezione per gli affari generali.
Il 18 agosto 1969 papa Paolo VI gli conferì il titolo onorifico di cappellano di Sua Santità, mentre il 19 dicembre 1979 papa Giovanni Paolo II gli conferì quello di prelato d'onore di Sua Santità.

### Ministero episcopale
Il 10 marzo 1989 papa Giovanni Paolo II lo nominò vescovo di Civita Castellana; succedette a Marcello Rosina, dimessosi per raggiunti limiti di età. L'8 aprile seguente ricevette l'ordinazione episcopale, nella basilica del Sacro Cuore di Cristo Re a Roma, dal cardinale Agostino Casaroli, segretario di Stato della Santa Sede, co-consacranti l'arcivescovo Fiorenzo Angelini, presidente del Pontificio consiglio della pastorale per gli operatori sanitari, e il vescovo Marcello Rosina, suo predecessore a Civita Castellana.
Fu ricevuto in udienza dal pontefice, il 9 aprile, e dal presidente della Repubblica Italiana Francesco Cossiga, l'11 aprile.
Il 13 maggio successivo prese possesso della diocesi di Civita Castellana.
Durante il suo episcopato accolse, il 17 settembre 1989, papa Giovanni Paolo II in visita a Trevignano Romano e ad Orte, per l'inaugurazione della statua della Virgo prudentissima presso lo snodo autostradale; promosse la sistemazione della nuova sede della Curia diocesana, nonché il restauro della cattedrale di Civita Castellana e, a partire dal 1993, compì la sua prima visita pastorale alla diocesi.
Il 10 dicembre 2007 papa Benedetto XVI accolse la sua rinuncia, presentata per raggiunti limiti di età, al governo pastorale della diocesi di Civita Castellana; gli succedette Romano Rossi, del clero di Roma. Rimase amministratore apostolico della diocesi fino all'ingresso del successore, avvenuto il 16 febbraio 2008.
Da vescovo emerito alternò la residenza tra Montefollonico e Civita Castellana, dove morì il 1º aprile 2021, all'età di 90 anni. Dopo le esequie, celebrate il 5 aprile successivo, nell'auditorium diocesano "Mons. Doebbing" di Nepi, dal vescovo Romano Rossi, fu sepolto nel cimitero del suo paese natale.

## Genealogia episcopale e successione apostolica
La genealogia episcopale è:
- Cardinale Scipione Rebiba
- Cardinale Giulio Antonio Santori
- Cardinale Girolamo Bernerio, O.P.
- Arcivescovo Galeazzo Sanvitale
- Cardinale Ludovico Ludovisi
- Cardinale Luigi Caetani
- Cardinale Ulderico Carpegna
- Cardinale Paluzzo Paluzzi Altieri degli Albertoni
- Papa Benedetto XIII
- Papa Benedetto XIV
- Papa Clemente XIII
- Cardinale Marcantonio Colonna
- Cardinale Giacinto Sigismondo Gerdil, B.
- Cardinale Giulio Maria della Somaglia
- Cardinale Carlo Odescalchi, S.I.
- Cardinale Costantino Patrizi Naro
- Cardinale Lucido Maria Parocchi
- Papa Pio X
- Papa Benedetto XV
- Papa Pio XII
- Cardinale Eugène Tisserant
- Papa Paolo VI
- Cardinale Agostino Casaroli
- Vescovo Divo Zadi

La successione apostolica è:
- Vescovo Arduino Bertoldo (1992)